# 파주 윤관장군묘
파주 윤관장군묘(坡州 尹瓘將軍墓)는 대한민국 경기도 파주시 광탄면 분수리에 있는 고려시대의 무덤이다. 1988년 2월 27일 대한민국의 사적 제323호로 지정되었다.

## 개요
고려 중기의 문신인 윤관(1040∼1111)의 무덤이다. 그는 고려 문종(재위 1046∼1083) 때 문과에 합격하였고, 숙종 9년(1104)에 ‘동북면행영병마도통(東北面行營兵馬都統)’이 되어 국경을 침입한 여진과 싸웠으나 패하였다. 그 후 여진정벌을 위해 별무반을 편성해 예종 2년(1107)에 여진을 정벌한 후 9성을 쌓았다.
윤관의 무덤은 어디에 있는지 명확히 알 수 없었으나, 조선 영조 23년(1747) 후손들이 지금의 자리임을 주장하여 영조 40년(1764)에 공인되었다. 윤관 장군묘 주변에는 후대에 세워진 비석과 석등이 있다. 위패는 예종의 사당에 함께 모셔졌고, 고려 태조와 충의공신을 모신 숭의전에서 함께 배향되었다.

## 갤러리

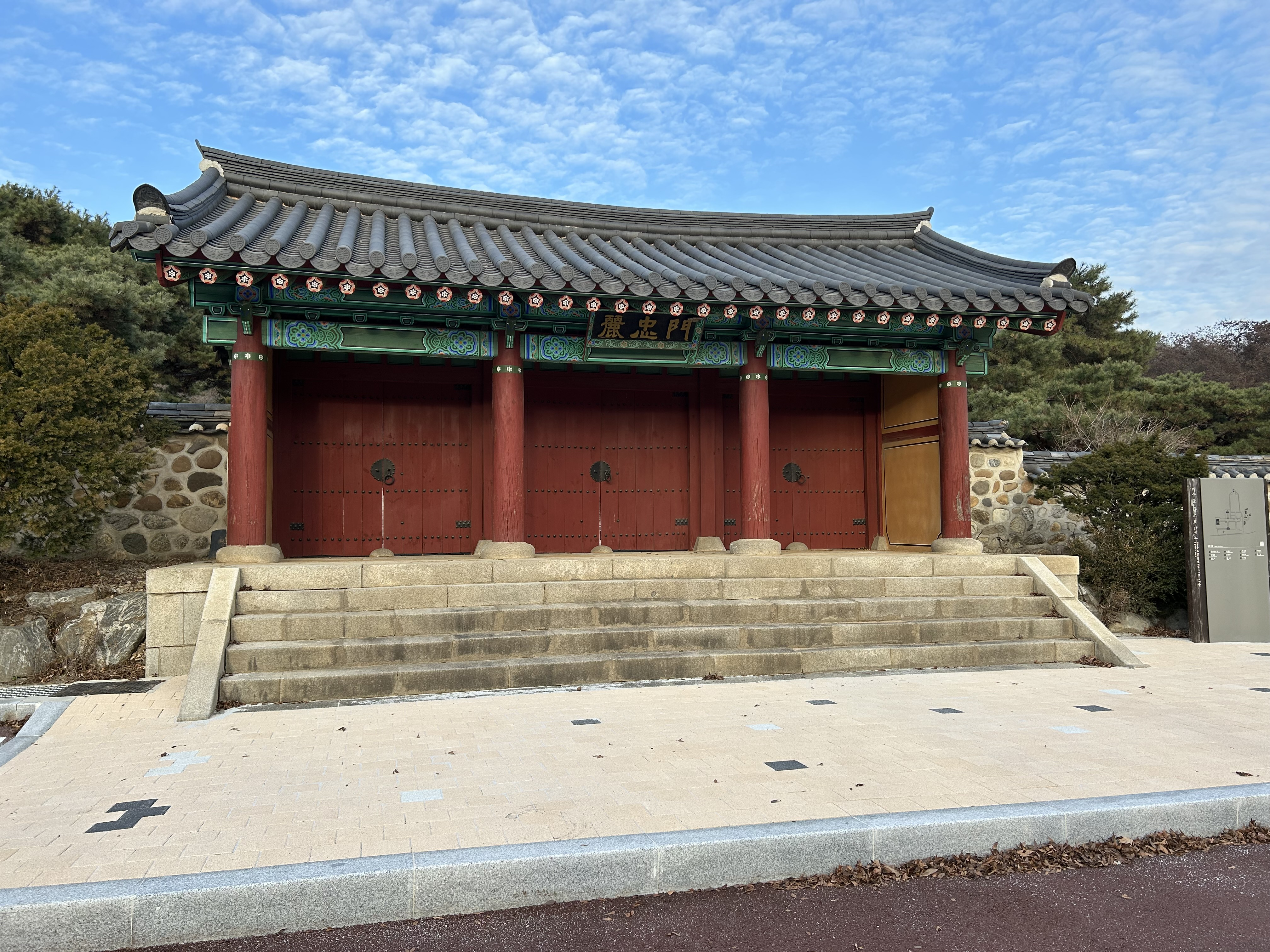
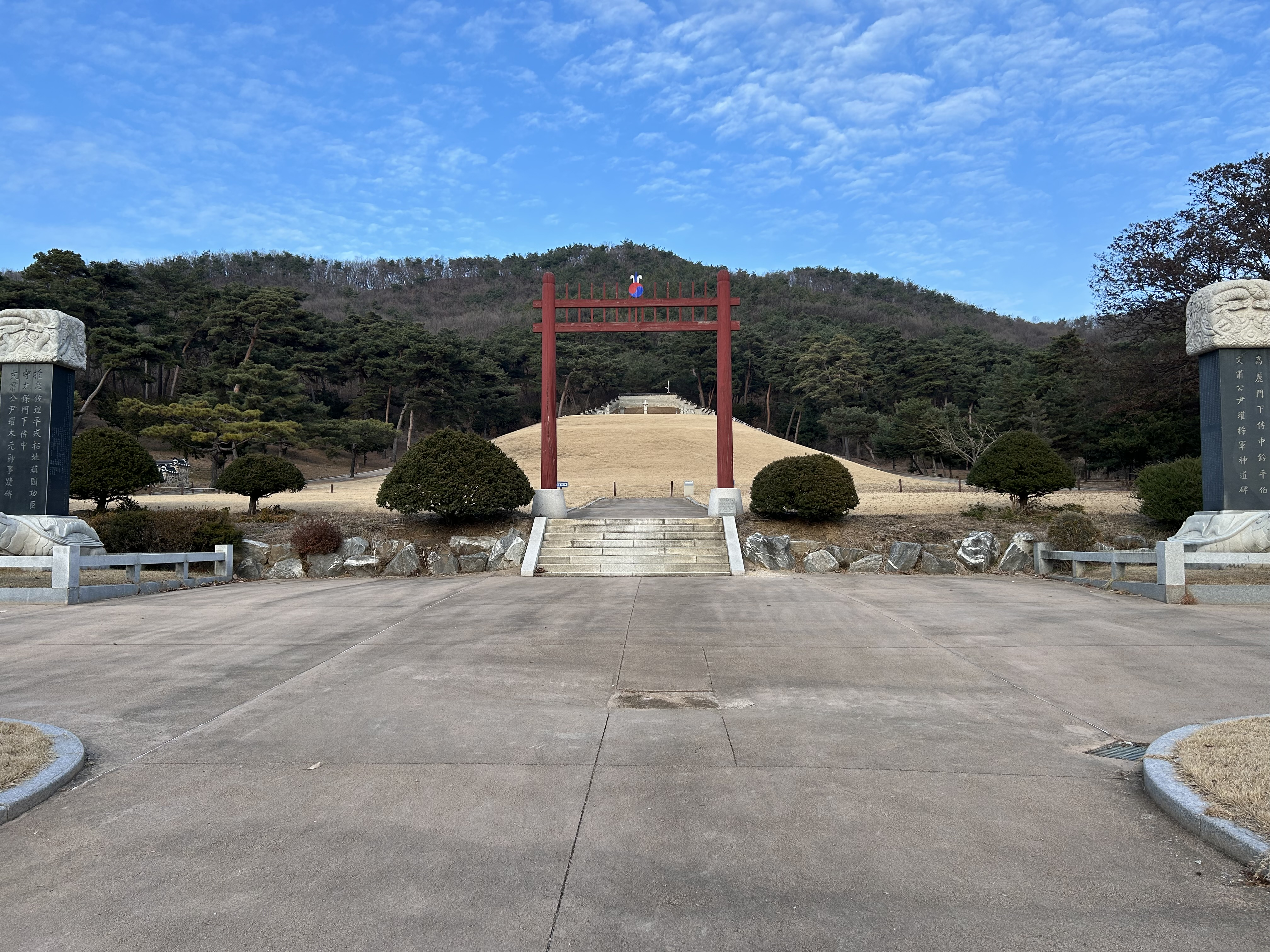
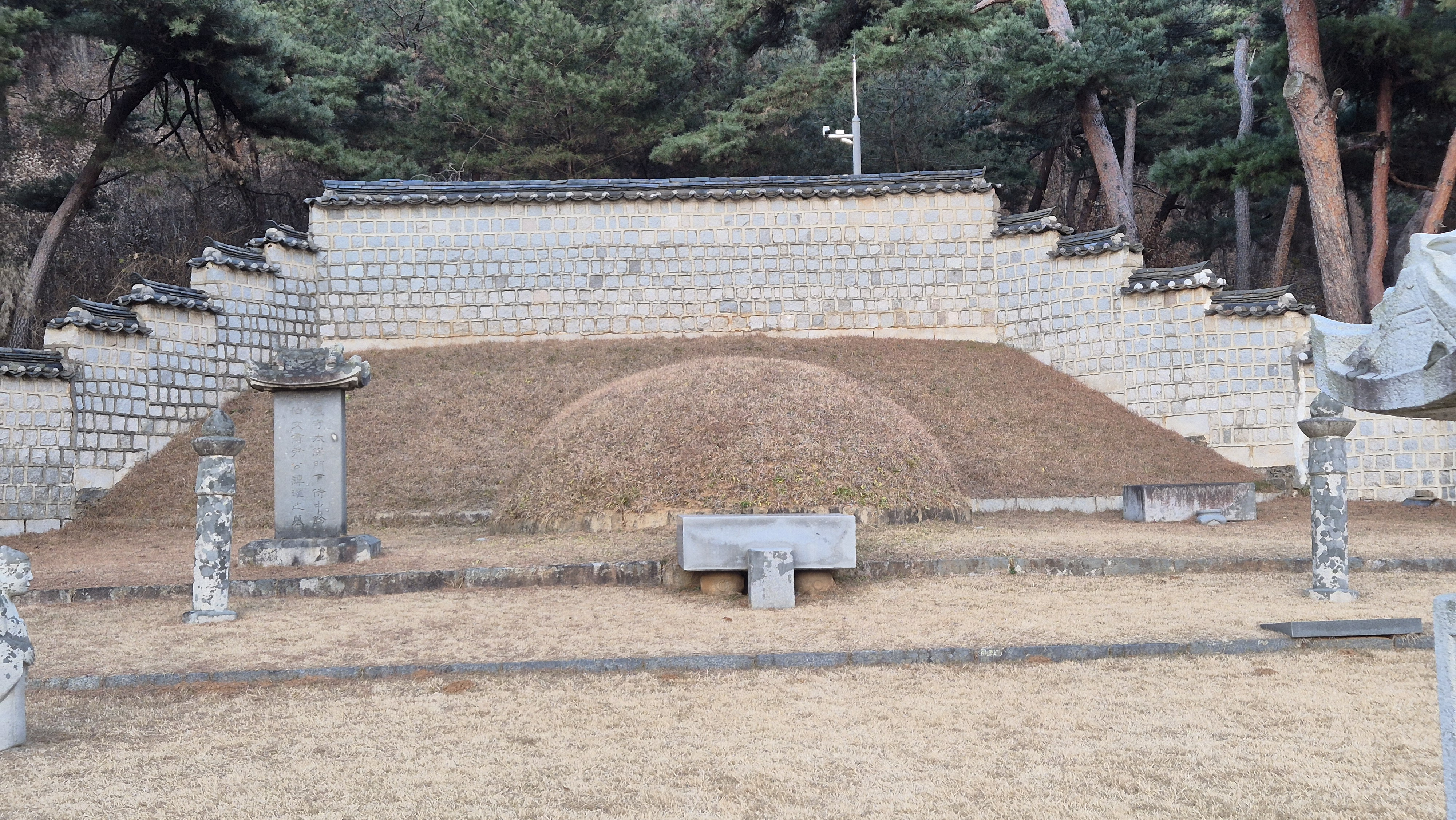
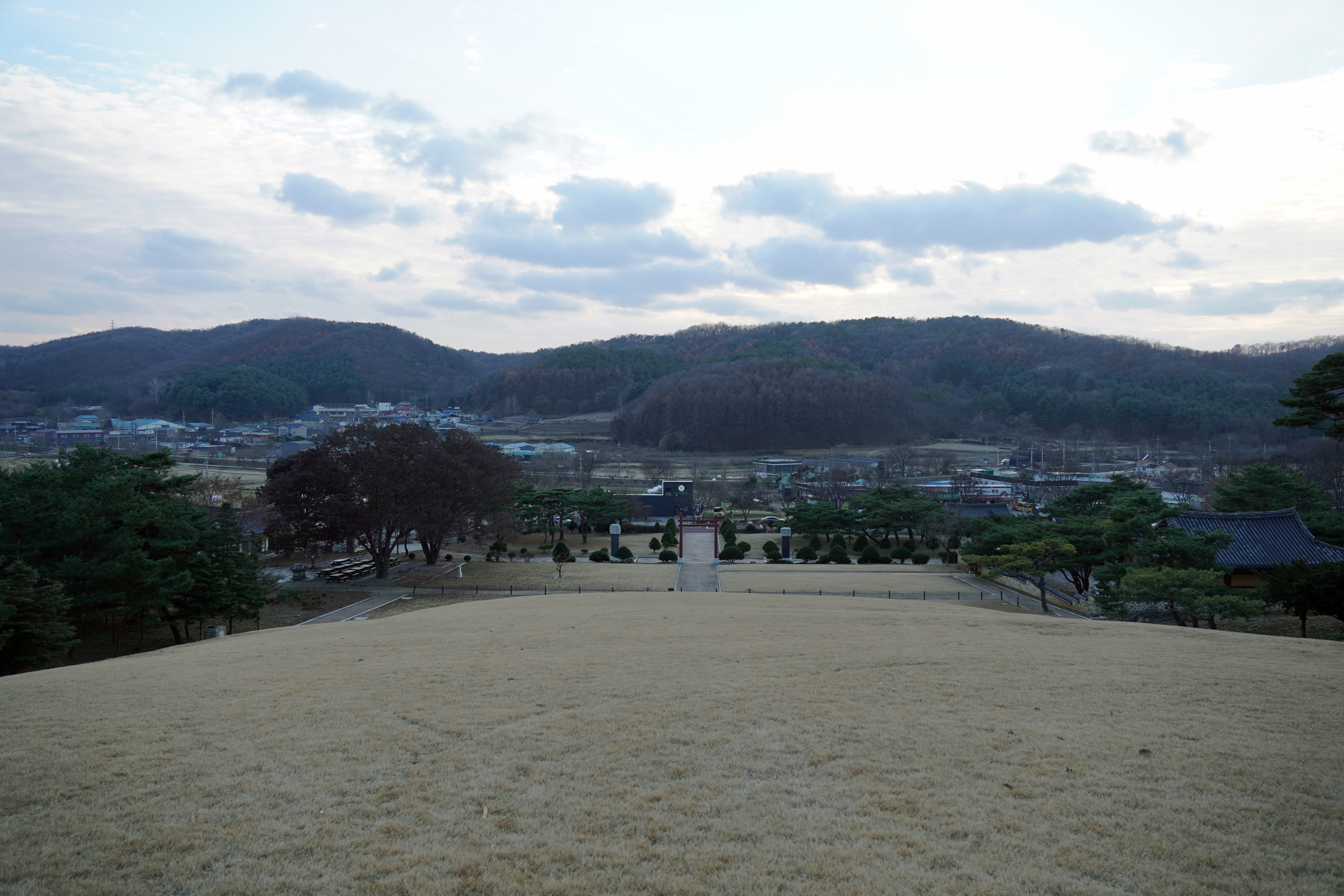

## 같이 보기
- 윤관

## 참고 자료
- 파주 윤관장군묘 - 국가유산청 국가유산포털